# Pogorzel (Gołdap)
Pogorzel (deutsch Hegelingen, bis 1906 Pogorzellen) ist ein Dorf in der polnischen Woiwodschaft Ermland-Masuren, das zur Stadt- und Landgemeinde Gołdap (Goldap) im Kreis Gołdap gehört.

## Geographische Lage
Pogorzel liegt im Nordosten der Woiwodschaft Ermland-Masuren, südöstlich der Kreisstadt Gołdap (Goldap) im Osten der Seesker Höhe (polnisch: Wzgórza Szeskie). Die südliche Ortsgrenze bildet zugleich die Grenze zum Kreis Olecko (Treuburg).

## Geschichte
Das einstige Hegelingen genannte Dorf fand im Laufe seiner Geschichte unterschiedliche Namensformen: Pogorz (vor 1581), Cachanski (nach 1581), Pogorziellen (nach 1587), Pogorszehlen (nach 1818) und Pogorzellen (bis 1906). Im Jahr 1874 wurde der Ort in den damals neu errichteten Amtsbezirk Gurnen (polnisch: Górne) eingegliedert, der bis 1945 bestand und zum Kreis Goldap im Regierungsbezirk Gumbinnen der preußischen Provinz Ostpreußen gehörte.
Am 17. April 1906 änderte Pogorzellen seinen Namen in „Hegelingen“.
245 Einwohner zählte das Dorf im Jahr 1910. Am 22. Oktober 1927 wurde ein Teil des Gutsbezirks Dorschen (polnisch: Dorsze) nach Hegelingen eingemeindet, am 31. Oktober 1928 folgte der Rest. Die Einwohnerzahl Hegelingens stieg entsprechend bis 1933 auf 373 und belief sich 1939 noch auf 361.
In Kriegsfolge wurde Hegelingen im Jahre 1945 mit dem gesamten südlichen Ostpreußen nach Polen eingegliedert und erhielt die polnische Bezeichnung „Pogorzel“. Das Dorf ist heute Sitz eines Schulzenamtes (polnisch: Sołectwo) und eine Ortschaft im Verbund der Stadt- und Landgemeinde Gołdap im Powiat Gołdapski. Bis 1998 gehörte es zur Woiwodschaft Suwałki und ist seither der Woiwodschaft Ermland-Masuren zugeordnet.

## Religionen
Mehrheitlich war die Bevölkerung Hegelingens vor 1945 evangelischer Konfession und in das Kirchspiel der Kirche Gurnen (polnisch: Górne) im Kirchenkreis Goldap in der Kirchenprovinz Ostpreußen der Kirche der Altpreußischen Union eingepfarrt. Heute gehören die evangelischen Kirchenglieder Pogorzels zur Kirchengemeinde in Gołdap, einer Filialgemeinde der Pfarrei in Suwałki in der Diözese Masuren der Evangelisch-Augsburgischen Kirche in Polen.
Die wenigen katholischen Kirchenglieder vor 1945 gehörten zur Pfarrkirche in Goldap im Bistum Ermland. Seit 1945 sind die Katholiken in der Überzahl und in die Pfarrei in Górne eingegliedert. In Pogorzel wurde eine kleine Kapelle errichtet. Die Pfarrei ist Teil des Dekanats Gołdap im Bistum Ełk (Lyck) der Katholischen Kirche in Polen.

## Verkehr
Pogorzel liegt verkehrsgünstig an der polnischen Landesstraße DK 65 (einstige deutsche Reichsstraße 132), die von der russisch-polnischen bis zur polnisch-belarussischen Grenze führt. In Pogozel endet zwei Nebenstraßen aus dem Umland: von Lakiele (Lakellen, 1938 bis 1945 Schönhofen) über Borkowiny (Borkowinnen, 1938 bis 1945 Jarken) im Osten und von Grabowo (Grabowen, 1938 bis 1945 Arnswald) über Nasuty (Nossuten) und Wilkasy (Wilkassen, 1938 bis 1945 Kleineichicht) im Westen.
Im Jahre 1879 wurde das damalige Pogozellen Bahnstation an der bedeutenden ostpreußischen Nord-Süd-Bahnstrecke von Insterburg nach Lyck. Im Jahre 1993 wurde die Bahnlinie, die noch fast 50 Jahre von der Polnischen Staatsbahn betrieben wurde, für den Personenverkehr geschlossen.